# Czilchert Róbert
Czilchert Róbert Ludwig (Misérd (Szlovákia) 1809. március 14. – Gutor, 1884. február 4.) orvos, a francia akadémia és több más tudós társaság tagja.

## Élete
Apja, Czilchert Andreas (született Modoron, Zay Ugróczon nőtt fel) előkelő városi polgár és hosszú ideig városi kapitány volt. Jolsván halt meg lányánál, 1854 decemberében, 84 évesen. Édesanya sz. Lübeck Susanna Bazinban született. Czilchert öt első iskolaévét Misérden végezte, azután a besztercebányai, majd a miskolci evangélikus gimnáziumba küldték, hogy a magyar nyelvet is megtanulja. A bölcseleti tudományokat egy évig Selmecen, egy évig Pozsonyban hallgatta. 1826-ban orvosnövendék lett Bécsben, hol 1832-ben orvosdoktorrá avatták; ekkor Pesten telepedett le mint gyakorló orvos. Ezt megelőzőleg a magyar királyi udvari kancellária őt 1830-ban a kolera első kiütésekor mint szigorló orvosnövendéket Magyarországra küldte segítségül a járvány legyőzésére. Eközben ismerkedett meg Klauzál Imrével, Károlyi Lajos gróf uradalmainak igazgatójával, kinek ajánlatára később a gróf tótmegyeri uradalmában uradalmi orvos lett.
1839-től a mezőgazdaság terén tevékenykedett, és Klauzál Imrével megalapította a rohonci gazdasági intézetet, ahol az állatgyógytan tanára és a borostyánkői és németszentmihályi két nagy uradalom bérletében Klauzál bérlőtársa lett. A tanintézet korai megszűnése után részese volt a „Klauzál és társai” cég alatt híressé vált „törzsjuhnyáj” és a nevezetessé lett növénytenyésztési intézet alapításának. A legjelesebb magyar juhászgazdák egyike, 1851-től a kitűnő gutori törzsjuhnyáj alapítója és tulajdonosa volt. Itt „csinos” kastélyt építtetett az 1860-as években. A Magyar Gazdasági Egyesületnek 1847-től választmányi tagja, a pozsony megyei Gazdasági Egyesületnek 1861-ben történt megalakulásától kezdve alelnöke volt.
Önkezével vetett véget életének Gutoron. A pozsonyi kecskekapui evangélikus temetőben temették el.

## Művei
- Dissertatio inaug. medica sistens potentias nocivas morbos metallurgorum generantes. Vindobonae, 1832.
- Szliács. Irta orvosok és betegek számára. Pest. 1838. (Ism. Figyelmező 1839.)
- Állattenyésztési eszmék, szemközt a Magyarországra jelenleg alapból megváltozott gazdálkodási viszonyokkal. A magyar gazdasági egyesület által koszorúzott pályamunka. Uo. 1859.
- Jelentése a gyapjú gyári mosása érdekében Belgiumba történt kiküldetéséről. Uo. 1866.
- Entwurf zu einer gründenden Actien-Gesellschaft in Pest, welche die Fabrikswäsche der ungar. Wollen, mit Umgehung der von den Producenten ausgeführten Pelzwäsche zum Zwecke hat. Uo. 1867.
- Jelentés az 1868. aug. 31-től szept. 5-ig Bécsben tartott német gazdák és erdészek XXVI. gyülekezetéről. Uo. 1868. (Kodolányi Antal közreműködésével.)

Szerkesztette a Rohonczi Közlemények című folyóiratot 1840-41-ben (Vállas Antallal együtt) és a Pozsonymegyei Gazdasági Egyesület Évkönyveit 1861–65. és 1873–75-ig (Földes Gyulával).
Arcképe kőnyomatban (nyom. Gerhart Bécsben) megjelent Vereby Soma, Honpolgárok Könyve III. kötetében (Pest, 1868.)
Orvosi cikkeket írt az Orvosi Tárba (1832-től), az Athenaeumba (1837. Szliács; 1838. Országok elhalása felől; Szükölködik-e Magyarország orvosokban, 1839. A lelenczházak), a Pesti Hirlapba; gazdaságiakat a Magyar Gazdába (1842–47.), Magyar Orvosok és Természetvizsgálók Munkálataiba (1843. 1866.), Gazdasági Lapokba (1850–74.), Erdélyi Gazdasági Egylet Havi Füzeteibe (1856–57.), Falusi Gazdába (1864–65.), Pozsonyi Gazdasági Egylet Évkönyvébe (1861-től), Kertész Gazdába (1865. 1869.), Wiener Landwirthschaftliche Zeitungba, Wochenblatt für Land- und Forstwirthe (1870.) és más külföldi gazdasági folyóiratokba; a Szent István társulattól kiadott Egyetemes Magyar Encyclopaediának is munkatársa volt.